# Tallmannis
Tallmannis (arab. تلمنس) – miejscowość w Syrii, w muhafazie Idlib. W 2004 roku liczyła 11 539 mieszkańców.